# کربی (ویسکانسین)
کربی (به انگلیسی: Kirby) یک منطقهٔ مسکونی در ایالات متحده آمریکا است که در شهرستان مونروو، ویسکانسین واقع شده‌است. کربی ۳۱۰٫۹ متر بالاتر از سطح دریا واقع شده‌است.